# Soleá (ball)
La soleá és un pal flamenc. És conegut com "la madre del cante flamenco" ja que és un dels estils més fonamentals del flamenc i dels més antics, perquè aglutina tots els elements característics d'aquesta música, com per exemple, el compàs de soleá i guitarra per dalt. La primera soleá interpretada de la qual es té notícia s'atribueix a la cantaora gitana María La Andonda, coneguda per això com la mare de la soleá.